# Myzostoma antarcticum
Myzostoma antarcticum is een ringworm uit de familie Myzostomatidae.
Myzostoma antarcticum werd in 1908 voor het eerst wetenschappelijk beschreven door Stummer-Traunfels.